# Уайт, Дерек
Де́рек Уа́йт (англ. Derek Whyte; 31 августа 1968, Глазго, Шотландия) — шотландский футболист, тренер. Амплуа — центральный защитник.
За свою карьеру футболиста выступал за такие клубы, как шотландские «Селтик», «Абердин», «Партик Тисл» и английский «Мидлсбро». В период с 1987 по 1999 год защищал цвета национальной сборной Шотландии, провёл в её составе 12 матчей. Также с «тартановой армией» ездил на три крупных международных форума — чемпионаты Европы 1992, 1996 годов и мировое первенство 1998 года, однако не сыграл на этих турнирах ни одной встречи.
По окончании карьеры футболиста Уайт стал тренером: с 2003 по 2005 год вместе с Джерри Брайттоном возглавлял свой последний «игровой» клуб — «Партик Тисл».

## Карьера футболиста

### Клубная карьера
Дерек родился 31 августа 1968 года в крупнейшем городе Шотландии — Глазго.
В 1981 году 13-летний Уайт поступил в Академию одного из грандов шотландского футбола — местного «Селтика». Поступательно пройдя путь от самой младшей до взрослой команды, 14 мая 1985 года Дерек подписал с «кельтами» свой первый профессиональный контракт. 22 февраля следующего года состоялся дебют юного игрока во «взрослом» футбола. Соперником глазговцев в тот день был «Харт оф Мидлотиан». Выступление Уайта в этом поединке было положительно отмечено футбольной общественностью, отмечавшей его не по годам зрелую игру. По итогам сезона Дерек вместе с «Селтиком» стал чемпионом Шотландии, опередив в турнирной таблице лишь по лучшей разнице мячей «Харт оф Мидлотиан». Следующий футбольный год не принёс «кельтам» трофеев — они завоевали серебряные медали в первенстве страны, уступив титул своим заклятым врагам из «Рейнджерс», а в финале Кубка лиги «бело-зелёные» проиграли всё тем же «джерс» со счётом 1:2. Тем не менее Дерек продолжал выходить в основном составе «Селтика», удостаиваясь за свою игру только восторженных отзывов.
В межсезонье ряды глазговцев пополнил ирландский защитник Мик Маккарти. Главный тренер «Селтика» Билли Макнилл решил сделать ставку на пару центральных оборонцев Маккарти—Уайт. Данный выбор оправдал себя — во многом благодаря взаимодействию и уверенной игре молодого шотландца и опытного ирландца в год столетия клуба «бело-зелёные» оформили «золотой дубль», став чемпионами страны и обладателями национального Кубка. Как оказалось, титул победителя первенства «горной страны» в сезоне 1987/88 был для «кельтов» последним перед долгим перерывом — в следующих девяти розыгрышах равных не было оппонентам «Селтика» по «Old Firm», «Рейнджерс». Это тяжёлое время сказалось на всех причастных к глазговской команде — не обошло это и Уайта: его игра лишь изредка напоминала действия на поле в прошлые годы. Предпоследним матчем Дерека в бело-зелёной футболке «Селтика» стал поединок против «Хиберниана», состоявшийся 2 мая 1992 года. Матч закончился победой «хибс» 2:1, одним из мячей ворота «кельтов» «отметился» Уайт, забивший автогол.
Летом того же года, не сумев договориться с руководством «Селтика» о своём новом контракте, Дерек покинул Глазго, будучи проданным английскому клубу «Мидлсбро» за 900 тысяч фунтов стерлингов. 15 августа 1992 года Уайт дебютировал в Премьер-лиге в матче против «Ковентри Сити». За «Боро» шотландец выступал на протяжении пяти с половиной сезонов. За это время Дерек вместе со своим клубом «успел» дважды вылететь из элитной английской лиги (в сезонах 1992/93 и 1996/97), единожды туда вернуться, выиграв турнир Первого дивизиона (в сезоне 1994/95). Также в футбольном году 1996/97 команда Уайта выходила в финалы национального Кубка и Кубка лиги, где проиграла «Челси» и «Лестер Сити», соответственно. Через год Дерек с «речниками» вновь добрался до решающего поединка Кубка английской лиги, но их вновь ждала неудача — и на этот раз они были биты коллективом с арены «Стэмфорд Бридж».
В декабре 1997 года защитник вернулся в Шотландию, где подписал контракт сроком на четыре с половиной года с клубом «Абердин». Трансфер Уайта стоил «красным» сто тысяч фунтов. Дереку сразу же доверили капитанскую повязку абердинцев, и уже 20 декабря он вывел «донс» на матч против «Килмарнока» уже в новой для себя роли. Пиком выступлений Уайта за «Абердин» стал сезон 1999/00, когда под его предводительством «красные», подобно «Мидлсбро» в футбольном году 1996/97, дошли до финалов двух главных кубков Шотландии. Но опять, как в Англии, клуб Дерека остановился в шаге от успеха, уступив в финале розыгрыша национального трофея «Рейнджерс», а в финале Кубка лиги родной команде Уайта — «Селтику».
Летом 2002 года контракт защитника с «Абердином» истёк, и он, несмотря на желание руководства последних продлить соглашение о сотрудничестве, покинул «донс». Вскоре Уайт заключил договор с глазговским коллективом «Партик Тисл». Через два года Дерек объявил о завершении своей карьеры футболиста.

#### Клубная статистика
| Клуб                   | Сезон                  | Чемпионат | Чемпионат | Кубок | Кубок | Кубок Лиги | Кубок Лиги | Еврокубки | Еврокубки | Итого | Итого |
| Клуб                   | Сезон                  | Игры      | Голы      | Игры  | Голы  | Игры       | Голы       | Игры      | Голы      | Игры  | Голы  |
| ---------------------- | ---------------------- | --------- | --------- | ----- | ----- | ---------- | ---------- | --------- | --------- | ----- | ----- |
| Селтик                 | 1985/86                | 11        | 0         | —     | —     | —          | —          | —         | —         | 11    | 0     |
| Селтик                 | 1986/87                | 42        | 0         | 4     | 0     | 5          | 0          | 3         | 0         | 54    | 0     |
| Селтик                 | 1987/88                | 41        | 3         | 5     | 0     | 2          | 0          | 2         | 1         | 50    | 4     |
| Селтик                 | 1988/89                | 22        | 0         | 2     | 0     | 3          | 0          | 4         | 0         | 31    | 0     |
| Селтик                 | 1989/90                | 35        | 1         | 6     | 0     | 3          | 0          | 2         | 0         | 46    | 1     |
| Селтик                 | 1990/91                | 24        | 2         | 5     | 0     | 4          | 0          | —         | —         | 33    | 2     |
| Селтик                 | 1991/92                | 40        | 1         | 4     | 0     | 3          | 0          | 4         | 0         | 51    | 1     |
| Селтик                 | 1992/93                | 1         | 0         | —     | —     | —          | —          | —         | —         | 1     | 0     |
| Всего за «Селтик»      | Всего за «Селтик»      | 216       | 7         | 26    | 0     | 20         | 0          | 15        | 1         | 277   | 8     |
| Мидлсбро               | 1992/93                | 35        | 0         | —     | —     | —          | —          | —         | —         | —     | —     |
| Мидлсбро               | 1993/94                | 42        | 1         | —     | —     | —          | —          | —         | —         | —     | —     |
| Мидлсбро               | 1994/95                | 36        | 1         | —     | —     | —          | —          | —         | —         | —     | —     |
| Мидлсбро               | 1995/96                | 25        | 0         | —     | —     | —          | —          | —         | —         | —     | —     |
| Мидлсбро               | 1996/97                | 21        | 0         | 4     | 0     | 3          | 1          | —         | —         | 28    | 1     |
| Мидлсбро               | 1997/98                | 8         | 0         | —     | —     | 1          | 0          | —         | —         | 9     | 0     |
| Всего за «Мидлсбро»    | Всего за «Мидлсбро»    | 167       | 2         | 6     | 0     | 15         | 1          | 0         | 0         | 188   | 3     |
| Абердин                | 1997/98                | 19        | 0         | 1     | 0     | —          | —          | —         | —         | 20    | 0     |
| Абердин                | 1998/99                | 35        | 0         | 1     | 0     | 2          | 0          | —         | —         | 38    | 0     |
| Абердин                | 1999/00                | 20        | 0         | 5     | 0     | 3          | 0          | —         | —         | 28    | 0     |
| Абердин                | 2000/01                | 29        | 0         | 2     | 0     | 1          | 0          | 1         | 0         | 33    | 0     |
| Абердин                | 2001/02                | 31        | 0         | 3     | 0     | 2          | 0          | —         | —         | 36    | 0     |
| Всего за «Абердин»     | Всего за «Абердин»     | 134       | 0         | 12    | 0     | 8          | 0          | 1         | 0         | 155   | 0     |
| Партик Тисл            | 2002/03                | 25        | 0         | —     | —     | 3          | 0          | —         | —         | 28    | 0     |
| Партик Тисл            | 2003/04                | 15        | 0         | —     | —     | 2          | 0          | —         | —         | 17    | 0     |
| Всего за «Партик Тисл» | Всего за «Партик Тисл» | 40        | 0         | 0     | 0     | 5          | 0          | 0         | 0         | 45    | 0     |
| Всего за карьеру       | Всего за карьеру       | 557       | 9         | 44    | 0     | 48         | 1          | 16        | 1         | 665   | 11    |

### Сборная Шотландии
Дебют Уайта в национальной сборной Шотландии состоялся 14 октября 1987 года, когда «тартановая армия» в рамках отборочных игр к первенству Европы 1988 встречалась с Бельгией. Дерек был в составе «горцев» на трёх крупных международных форумах: чемпионатах Европы 1992, 1996 годов и «мундиале» 1998 года, однако не сыграл на этих турнирах ни одной встречи. Последний матч за сборную Шотландии защитник провёл 28 апреля 1999 года, выйдя на замену вместо Каллума Дэвидсона в товарищеском поединке против Германии.
Всего за «тартановую армию» Уайт сыграл 12 встреч.

#### Матчи и голы за сборную Шотландии
| №  | Дата            | Место                               | Оппонент   | Счёт | Голы Уайта | Соревнование                                      |
| 1  | 14 октября 1987 | «Хэмпден Парк», Глазго, Шотландия   | Бельгия    | 2:0  | —          | Отборочный матч чемпионата Европы по футболу 1988 |
| 2  | 2 декабря 1987  | «Де Ла Фронтьер», Эш, Люксембург    | Люксембург | 0:0  | —          | Отборочный матч чемпионата Европы по футболу 1988 |
| 3  | 30 мая 1989     | «Хэмпден Парк», Глазго, Шотландия   | Чили       | 2:0  | —          | Rous Cup                                          |
| 4  | 17 мая 1992     | «Майл Хай», Денвер, США             | США        | 1:0  | —          | Товарищеский матч                                 |
| 5  | 14 октября 1992 | «Айброкс», Глазго, Шотландия        | Португалия | 0:0  | —          | Отборочный матч чемпионата мира по футболу 1994   |
| 6  | 18 ноября 1992  | «Айброкс», Глазго, Шотландия        | Италия     | 0:0  | —          | Отборочный матч чемпионата мира по футболу 1994   |
| 7  | 21 мая 1995     | «Биг Арч», Хиросима, Япония         | Япония     | 0:0  | —          | Kirin Cup                                         |
| 8  | 24 мая 1995     | «Тояма Парк», Тояма, Япония         | Эквадор    | 1:2  | —          | Kirin Cup                                         |
| 9  | 26 мая 1996     | «Уиллоу Брук Парк», Нью-Бритен, США | США        | 1:2  | —          | Товарищеский матч                                 |
| 10 | 5 октября 1996  | «Даугава», Рига, Латвия             | Латвия     | 2:0  | —          | Отборочный матч чемпионата мира по футболу 1998   |
| 11 | 22 апреля 1998  | «Истер Роуд», Эдинбург, Шотландия   | Финляндия  | 1:1  | —          | Товарищеский матч                                 |
| 12 | 28 апреля 1999  | «Везерштадион», Бремен, Германия    | Германия   | 1:0  | —          | Товарищеский матч                                 |

Итого: 12 матчей / 0 голов; 5 побед, 5 ничьих, 2 поражения.

#### Сводная статистика игр/голов за сборную
| Сборная          | Год              | Отборочные матчи ЧМ | Отборочные матчи ЧМ | Финальные матчи ЧМ | Финальные матчи ЧМ | Отборочные матчи ЧЕ | Отборочные матчи ЧЕ | Финальные матчи ЧЕ | Финальные матчи ЧЕ | Товарищеские матчи | Товарищеские матчи | Kirin Cup | Kirin Cup | Rous Cup | Rous Cup | Итого | Итого |
| Сборная          | Год              | Игры                | Голы                | Игры               | Голы               | Игры                | Голы                | Игры               | Голы               | Игры               | Голы               | Игры      | Голы      | Игры     | Голы     | Игры  | Голы  |
| ---------------- | ---------------- | ------------------- | ------------------- | ------------------ | ------------------ | ------------------- | ------------------- | ------------------ | ------------------ | ------------------ | ------------------ | --------- | --------- | -------- | -------- | ----- | ----- |
| Шотландия        | 1987             | —                   | —                   | —                  | —                  | 2                   | 0                   | —                  | —                  | —                  | —                  | —         | —         | —        | —        | 2     | 0     |
| Шотландия        | 1989             | —                   | —                   | —                  | —                  | —                   | —                   | —                  | —                  | —                  | —                  | —         | —         | 1        | 0        | 1     | 0     |
| Шотландия        | 1992             | 2                   | 0                   | —                  | —                  | —                   | —                   | —                  | —                  | 1                  | 0                  | —         | —         | —        | —        | 3     | 0     |
| Шотландия        | 1995             | —                   | —                   | —                  | —                  | —                   | —                   | —                  | —                  | —                  | —                  | 2         | 0         | —        | —        | 2     | 0     |
| Шотландия        | 1996             | 1                   | 0                   | —                  | —                  | —                   | —                   | —                  | —                  | 1                  | 0                  | —         | —         | —        | —        | 2     | 0     |
| Шотландия        | 1998             | —                   | —                   | —                  | —                  | —                   | —                   | —                  | —                  | 1                  | 0                  | —         | —         | —        | —        | 1     | 0     |
| Шотландия        | 1999             | —                   | —                   | —                  | —                  | —                   | —                   | —                  | —                  | 1                  | 0                  | —         | —         | —        | —        | 1     | 0     |
| Всего за карьеру | Всего за карьеру | 3                   | 0                   | 0                  | 0                  | 2                   | 0                   | 0                  | 0                  | 4                  | 0                  | 2         | 0         | 1        | 0        | 12    | 0     |

## Достижения
«Селтик»
- Чемпион Шотландии (2): 1985/86, 1987/88
- Обладатель Кубка Шотландии (2): 1987/88, 1988/89
- Финалист Кубка Шотландии: 1989/90
- Финалист Кубка шотландской лиги (2): 1986/87, 1990/91

 «Мидлсбро»
- Победитель Первого дивизиона Футбольной лиги: 1994/95
- Финалист Кубка Англии: 1996/97
- Финалист Кубка английской лиги (2): 1996/97, 1997/98

 «Абердин»
- Финалист Кубка Шотландии: 1999/00
- Финалист Кубка шотландской лиги: 1999/00

## Тренерская карьера
Осенью 2003 года Уайт со своим одноклубником по «Партик Тисл» Джерри Брайттоном принял предложение руководства «чертополоховых» стать играющим тренером глазговского клуба. Особого успеха данный ход не принёс — в 55 матчах под руководством дуэта наставников «Тисл» одержал всего лишь 17 побед. 4 января 2005 года Уайт и Брайттон были уволены со своих постов.

### Тренерская статистика
| Партик Тисл | Шотландия | 30 ноября 2003 | 4 января 2005 | 55 | 17 | 11 | 27 | 30,91 |
| Итого       | Итого     | Итого          | Итого         | 55 | 17 | 11 | 27 | 30,91 |

И — игры, В — выигрыши, Н — ничьи, П — поражения, % побед — процент побед 

## Медиа карьера
В настоящее время Уайт является футбольным экспертом на телеканале «Showtime Arabia», базирующемся в городе Дубай Объединённых Арабских Эмиратов, где бывший футболист проживает на постоянной основе.